# Associazione Sportiva Siracusa 1954-1955
Questa voce raccoglie le informazioni riguardanti l'Associazione Sportiva Siracusa nelle competizioni ufficiali della stagione 1954-1955.

## Rosa
| N. |                   | Ruolo | Calciatore           |
| -- | ----------------- | ----- | -------------------- |
|    | Italia (bandiera) | D     | Angelo Aglianò       |
|    | Italia (bandiera) | C     | Luigi Angelini       |
|    | Italia (bandiera) | P     | Bruno Benedetti      |
|    | Italia (bandiera) | C     | Giovanni Bussone     |
|    | Italia (bandiera) | A     | Antonio Cilio        |
|    | Italia (bandiera) | C     | Francesco Cortese    |
|    | Italia (bandiera) | A     | Franco Da Prat       |
|    | Italia (bandiera) | D     | Giuseppe Della Frera |
|    | Italia (bandiera) | C     | Carlo Gambini        |
|    | Italia (bandiera) | C     | Enrico Larini        |

| N. |                   | Ruolo | Calciatore        |
| -- | ----------------- | ----- | ----------------- |
|    | Italia (bandiera) | A     | Luigi Lazzari     |
|    | Italia (bandiera) | C     | Umberto Mannocci  |
|    | Italia (bandiera) | A     | Plinio Petrozzi   |
|    | Italia (bandiera) | A     | Giorgio Piziolo   |
|    | Italia (bandiera) | A     | Giuseppe Radaelli |
|    | Italia (bandiera) | C     | Bruno Rizzato     |
|    | Italia (bandiera) | D     | Giovanni Romano   |
|    | Italia (bandiera) | P     | Ugo Rosin         |
|    | Italia (bandiera) | A     | Guido Zucchini    |